# Burberry
«Burberry» (укр. Барбе́рі) — британський преміальний виробник одягу, аксесуарів та парфумів.

## Історія бренду

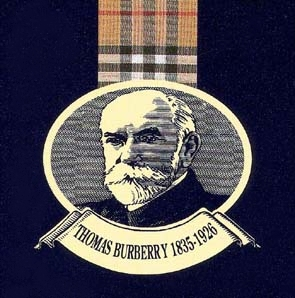
Томас Барбері

Компанія заснована в 1856 році Томасом Барбері в Гемпширі.
1880 року засновник винайшов непромокаючу тканину габардин, а через 8 років Барбері запатентував її. Одяг із нового матеріалу ставав дедалі популярнішим.
На перших роках свого існування компанія спеціалізувалася на пошитті верхнього одягу, який навіть постачали до британської армії.
Експедиція Руаля Амундсенда на Південний полюс 1911 року була забезпечена одягом Burberry. Також в одяг цієї марки були одягнені герої багатьох фільмів тих часів: «Касабланка», «Сніданок у Тіффані» та в серіалах «Пуаро Агати Крісті».

## Виробництво та доходи

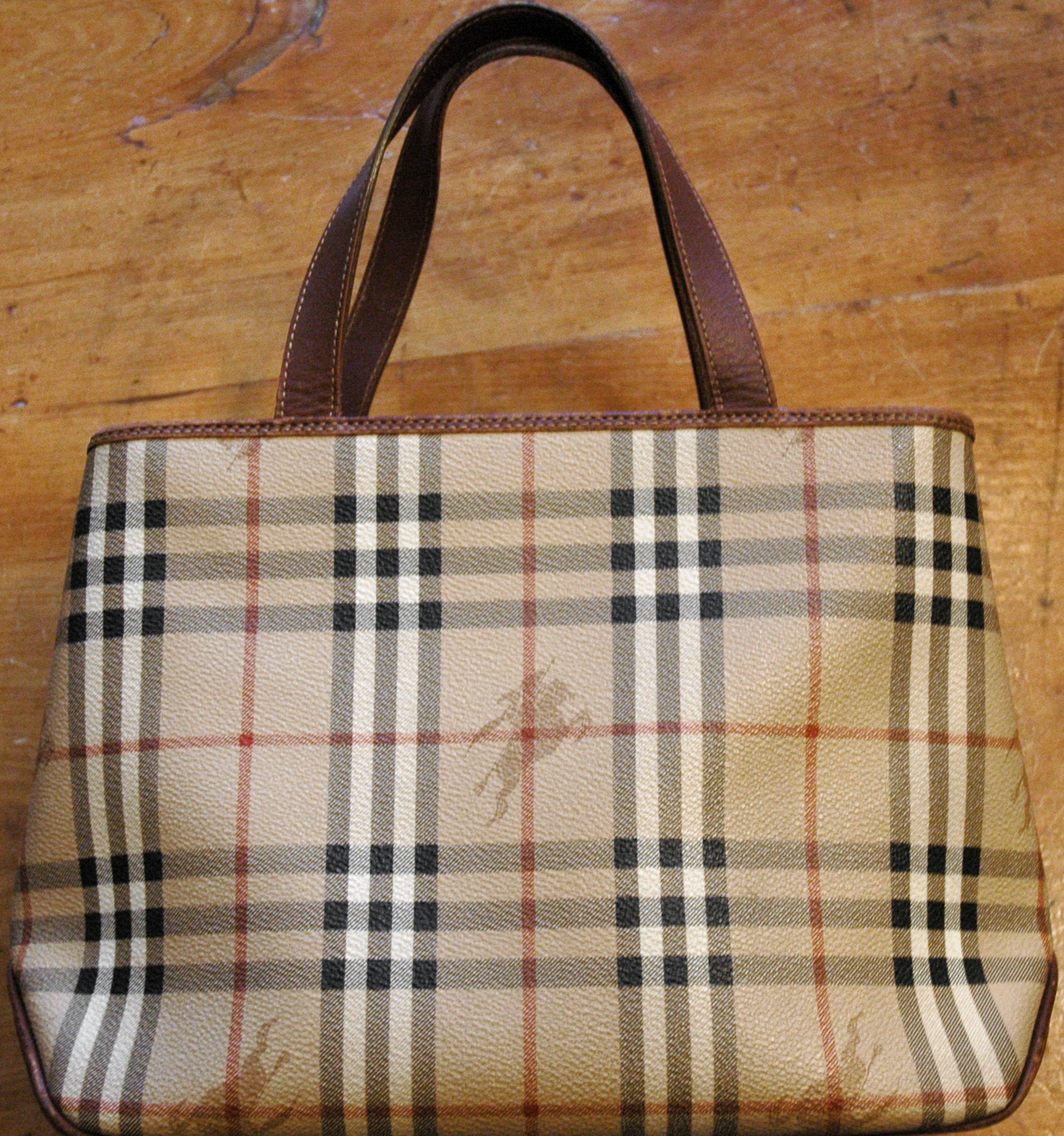
Жіноча сумочка Burberry

Компанія самостійно виготовляє тільки свої загальновідомі плащі, вся інша продукція виготовляється сторонніми фірмами за ліцензією.
Burberry реалізує свою продукцію через 335 торгових точок у роздрібній мережі, через гуртових посередників та за каталогами. Компанією Inter Parfums з 1981 року виробляються парфуми під торговою маркою Burberry.
Виручка за 2008 рік становила 995,4 млн фунтів стерлінгів (зростання на 17,1 % порівняно з 2007 роком), чистий прибуток — 135,2 млн фунтів стерлінгів (на 22,7 % більше порівняно з попереднім роком).

## «Клітинка» Burberry

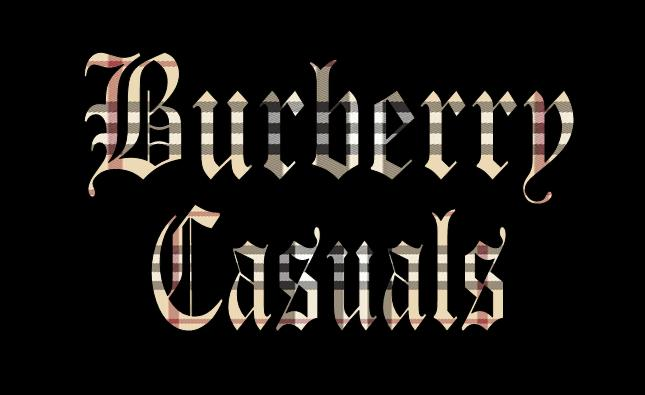
Burberry — Burberry Casuals

Загальновідомими фірмовими відмінностями марки є клітинка, яка складається з червоних, чорних, білих та жовтих відтінків (із 1924 року під назвою Nova).
Наприкінці 70-х років такий малюнок на одязі та аксесуарах став популярним спочатку серед англійських футбольних фанатів, передовсім у хуліганській фаланзі, а потім поширився на всю навколофутбольну Європу. Можливо, саме тому клітинка Burberry стала одним із символів Великої Британії.
В Україні бренд Burberry серед футбольних фанатів почав набувати популярності наприкінці 80-х — на початку 90-х років, майже одразу ставши на найвищому брендовому щабелі, разом з Lonsdale та італійським Stone Island[неавторитетне джерело].

## Власники
На кінець 2007 року 88,34 % акцій Burberry Group належило інституційним інвесторам. Капітал — 25,5 млрд. гривень, за даними Reuters.
Головний дизайнер — Крістофер Бейлі. Генеральний директор — Анджела Аренц.